# 변리사
변리사(Patent Attorney, 辨理士)는 특허청 또는 법원에 대하여 특허, 실용신안, 디자인 또는 상표에 관한 사항을 대리하고 그 사항에 관하여 감정과 그 밖의 사무를 수행하는 것을 업으로 하는 직종이다. (변리사법 제3조)

## 변리사의 자격
변리사의 자격을 갖는 사람은 변리사시험에 합격한 사람과, 변호사법에 의하여 변호사 자격을 가진 사람으로서 변리사 등록을 한 사람이다.
변리사시험은 1년에 한 차례 치러지며 객관식의 1차 시험과 주관식의 2차시험으로 구성된다. 1차 시험은 매년 2월 넷째주 토요일에 치러지며, 과목은 산업재산권법(특허법, 실용신안법, 상표법, 디자인법 및 조약), 민법(친족, 상속편 제외), 자연과학개론의 세 과목이다. 영어는 민간 영어능력시험 점수(TOEIC 775점 이상, TOEFL PBT 560점 이상, CBT 220점 이상, IBT 83점 이상, TEPS 385점 이상, G-TELP Level 2 77점 이상, FLEX 700점 이상, IELTS 5점 이상)를 제출해야 한다. 2차 시험은 매년 7월 넷째주 토/일요일에 논술시험으로 치러지며, 특허법, 상표법(1일차), 민사소송법, 선택과목(2일차)의 네 과목이다. 선택과목은 첨단 기술을 다루는 산업재산권의 특성상 대부분 이공계 분야의 전공필수에 해당하는 과목들 즉, 디자인보호법(조약 포함)·저작권법·산업디자인·기계설계·열역학·금속재료·유기화학·화학반응공학·전기자기학·회로이론·반도체공학·제어공학·데이터구조론·발효공학·분자생물학·약제학·약품제조화학·섬유재료학·콘크리트 및 철근콘크리트공학으로 이루어져 있다.
종래에는 특허청에서 3급 이상의 공무원으로서 통산하여 5년 이상 심판(審判) 및 심사사무에 종사한 사람에게도 변리사의 자격이 주어졌으나, 현재는 7급 이상 공무원으로서 10년 이상 특허행정사무에 종사한 경력이 있는 사람에 대하여 1차 시험 면제, 5급 이상의 공무원 또는 고위 공무원단에 속하는 일반직 공무원으로서 5년 이상 특허행정사무에 종사한 경력이 있는 사람에 대하여 1차 시험 및 2차 시험의 일부 과목이 면제된다.
현재 변리사의 자격을 가지고 있는 사람은 특허청에 등록된 사람을 기준으로 약 3,400여 명 정도이다. 
변호사 자격이 없는 변리사의 경우, 특허에 관한 행정소송 대리권은 있으나 민사소송 대리권은 없다.  
이러한 한국과 달리 일본, 중국, 영국 및 유럽연합 국가 등은 변리사의 민사소송 대리권을 인정한다. 한국의 경우도 20년 전부터 꾸준히 필요성이 논의되고 있으나, 변호사 단체의 반발로 이루어지지 않고 있다. 

## 업무의 범위
변리사는 소위 지식 재산권이라고 하는 산업 재산권(특허권, 실용신안권, 디자인권, 상표권), 저작권, 신지 되어야만 권리를 행사할 수 있는데, 변리사는 산업 재산권에 해당하는 권리화(특허, 실용신안, 디자인, 상표의 등록)에 대한 절차 및 소송(분쟁)에 대해 대리한다. 특허청의 원부에 설정 등록되기 전의 제3자의 실시에 대한 권리 행사도 규정하고 있으나, 이러한 경우도 모두 설정 등록을 전제로 하고 있다.
(1) 산업 재산권의 권리화: 산업 재산권에 관해 발명자나 출원인과 상담하고, 출원서의 작성에서부터 권리가 설정 등록될 때까지의 특허 등의 권리에 관한 절차의 진행을 대리한다. 사실상 변리사의 업무 중 가장 큰 비중을 차지하는 것은 출원서의 체계적인 작성 업무이다. 특허 및 실용신안 출원서는 명세서와 도면 등으로 구성되는데, 명세서에는 청구하고자 하는 권리의 범위를 한정하는 청구의 범위가 포함되어 있다. 청구의 범위는 산업재산권의 권리의 법률적인 범위를 한정한다. 변리사는 발명이나 고안 등의 추상적인 아이디어를 구체적인 명세서나 도면으로 작성하는 역할을 함으로써 권리의 내용을 정하는데 있어서 중추적 역할을 하게 된다. 변리사가 작성한 출원서는 특허청에 제출되어 심사의 과정을 거친 후 등록 여부가 결정된다.
(2) 분쟁에서의 대리: 출원 중이거나 또는 등록된 산업재산권에 관련하여 분쟁이 발생한 경우에는 심판과 소송에 관련된 법률적인 업무를 대리한다. 변리사가 담당하는 심판으로는 산업재산권의 심사결과에 대한 거절결정불복심판, 무효심판, 권리범위확인심판 등이 있으며 상기 심판에 대한 대법원에서의 소송을 대리하는 법률적인 임무도 맡는다. 변리사법에 관한 해석상, 변리사는 산업재산권에 관한 소송을 대리하는 것으로 규정되어 있으나 민사법원에서의 실무상 대리권을 인정하지 않는 것이 추세이며, 변리사를 참고인으로 하여 법원에서의 진술을 하는 실무가 널리 행해진다. 한국은 과학기술에 대한 중요성을 인정하여 세계에서 2번째로 산업재산권을 전속으로 전담하는 특허법원을 신설하였으며, 특허에 관련된 심판 및 소송은 특허법원과 대법원에서 수행된다. 특허 등 침해를 청구원인으로 하는 침해금지청구 또는 손해배상청구 등의 민사사건에 관한 변리 사의 소송대리는 허용되지 아니한다.
(3) 기타: 변리사는 권리의 기술적, 법적 범위와 감정 업무를 대행한다. 즉, 권리의 기술적인 범위와 법적 범위를 판단하고 이에 따른 기술가치를 평가한다. 특허 정보와 기술의 동향에 대한 정보를 가공하여 특허정보를 분석하여 특허지도(patent map)을 작성하기도 한다.

## 장점
변리사법 제8조는 특허에 관한 행정처분 및 소송에 관해 변리사에게 대리권이 있음을 명확히 하고 있으나, 이러한 법문에도 불구하고 산업재산권의 침해소송에 관한 소송대리권의 유무에 관해서는 논란이 있다. 산업재산권 침해소송은 예를 들어 특허를 침해했을 때 침해에 대한 민사상의 손해배상 소송을 들 수 있으며 이하 특허침해소송을 예로 든다. 현재 법조계 실무에서는 변리사에게 민사소송에서의 대리권은 인정하지 않고 있으며 이에 대한 변호사와 변리사 간의 논쟁이 있다.
변리사의 소송대리권이 없다는 측에서는 민사소송법 제87조의“법률에 따라 재판상의 행위를 할 수 있는 대리인 이외에는 변호식재산권등의 권리 취득이나 분쟁 해결에 관련된 제반 업무를 수행한다. 산업재산권은 특허청에 등록이 사가 아니면 소송대리인이 될 수 없다”는 점, 특허침해소송은 특허에 관한 것이기는 하나 재산권의 침해에 관한 민사 소송이라는 점, 소송은 법률전문가가 맡아야 한다는 점 등을 들어 소송 대리권이 없음을 주장하고 있다.
이에 반해 변리사에게 소송대리권이 인정된다는 측에서는 변리사법 제8조가 변리사의 소송대리권을 인정하고 있으며 이에 따라 변리사는 민사소송법 제80조제1항의 “법률에 따라 재판상의 행위를 할 수 있는 대리인”에 해당된다는 점, 특허침해소송은 특허에 관한 소송일 뿐만 아니라 그 본질은 특허의 기술 범위의 판단에 있는 점, 변리사 또한 특허에 관한 법률전문가라는 점 등을 들어 소송대리권이 있음을 주장하고 있다. 산업재산권에 대한 대부분의 소송들은 과학기술과 관련되는 이상 비이공계출신이 대부분을 차지하는 변호사에게만 소송대리권이 있음을 주장하는 경우 헌법이 보장하는 국민의 소송대리인 선택권을 부당하게 침해할 뿐만 아니라, 특허침해소송의 관건인 특허권의 해석은 기술문제인 사실을 확정하고 이에 대해 특허법의 법리를 적용하여 법률적인 판단을 내리는 것이므로 변리사에게 소송대리권이 인정되어야 한다고 주장한다.

## 전망
한국은 2005년 기준 3극 특허건수가 3,158건으로 미국, 일본, 독일에 이어 세계 4위이다. 3극 특허건수란 미국특허청, 일본특허청, 유럽특허청에 모두 등록되어 있는 특허를 말한다. 이는 특허를 주도하는 3개국의 특허에 출원하여 등록된 특허건수가 많다는 뜻은 해당 국가의 특허가 양적 측면뿐만 아니라 질적인 측면에서도 높은 수준이라는 것을 말한다. OECD가 최근 발표한 2007년 특허 통계에 따르면 한국은 지난 10년간 연평균 29.1%씩 3극 특허수가 증가하였다고 한다.

## 변리사 자격 부여 방법
변리사의 자격을 얻기 위해서는 시험을 통한 방법, 변호사가 되어 수습을 위한 의무연수를 받는 방법이 있다.
특허청 공무원에게는 변리사 시험 과목의 일부를 면제해 주고 있다.
"변리사의 업무는 지적재산권 분야에 있어 특허청 및 법원에 대한 사항의 대리가 주요한 부분을 이루고 있는데 권리·의무에 관한 법률사항의 대리는 변호사의 주요 업무에 해당한다"며 "따라서 변호사에게 변리사의 자격을 부여하는 것이 합리적인 이유없이 변호사와 변리사시험의 일반 응시자인 청구인들을 차별한다고 보기 어려우므로 변리사법 관련조항이 청구인들의 평등권을 침해하지 않는다"고 하며 "특허청 5급 이상 공무원 등 변리사법 제4조의3 제1항에 의해 1차시험을 면제받는 자들은 근무경력에 비춰볼 때 이미 제1차시험에서 검증하고자 하는 정도의 기본적인 소양은 갖춘 것으로 보인다"며 "특허청 경력공무원에게 제1차시험을 면제하도록 정한 것이 변리사자격제도에 관한 입법형성권의 범위를 벗어난 것이라고 할 수 없어 청구인들의 평등권을 침해하지 않는다"고 판시했다.

## 변호사의 경우
「변호사법」에 따른 변호사 자격을 가진 사람으로서 「변리사법 시행령」으로 정하는 실무수습을 마친 사람은 변리사의 자격이 있다.변리사 자격이 있는 변호사가 변리사로서 업무를 하려는 경우에는 특허정장에게 변리사 등록하고 변리사회에 가입하여야 한다. 법무법인은 변리사 자격을 가진 구성원 변호사가 있는 경우에 그 변호사를 담당변호사로 지정하여 법무법인 명의로 상표출원 등 특허대리업무를 수행할 수 있다.

## 참고 문헌
- 대한민국 헌법재판소 판례 2010.2.25. 2007헌마956

## 같이 보기
- 변호사
- 변리사시험